# Роллербол (фильм, 2002)
«Роллербол» (англ. Rollerball) — американский фантастический боевик 2002 года. Ремейк одноимённого оригинального фильма 1975 года.

## Сюжет
Недалёкое будущее, 2005 год. Новый жестокий спорт роллербол, представляющий собой смесь роллер-дерби, боёв без правил, мотогонок, реслинга, спидскейтинга, американского футбола и гонок на выживание, завоевал огромную популярность в Центральной Азии, России, Китае, Монголии и Турции.
Маркус Ридли и Джонатан Кросс, профессиональные игроки в этот новый вид спорта, отправляются в Казахстан, чтобы сыграть за местную команду «Жамбельские всадники». Вскоре Кросс начинает понимать, что зрителям нужно всё больше и больше крови, и их хозяин, основатель роллербола, бывший сотрудник КГБ Алексей Петрович, не остановится ни перед чем, чтобы дать массе то, что она хочет…
Ридли, Кросс и их сексапильная напарница Аврора решают остановить Алексея Петровича…

### Отличия от оригинального фильма
- Действие происходит в ближайшем, а не в анти-утопийном далёком будущем.
- Основное внимание уделено «экшну», социальные и политические составляющие сюжета почти отсутствуют.

## В ролях
- Жан Рено — Алексей Петрович, владелец «красной» команды, создатель роллербола
- Фредерик Кристофер Клейн — Джонатан «Крест» Кросс, лидер «красной» команды
- LL Cool J — Маркус Ридли, лидер «красной» команды
- Ребекка Ромейн — Аврора «Чёрная вдова», лидер «красной» команды
- Жанет Райт[англ.] — Ольга, тренер «красной» команды
- Эйтан Крамер[англ.] — игрок «красной» команды
- Нэвин Эндрюс — Сенджай
- Ката Добо[англ.] — Катя Доболакова
- Олег Тактаров — Олег Денекин
- Майк Допуд — «Майкл-убийца»
- Дэвид Хемблен[англ.] — Серокин
- Эндрю Брынярски — Халлоран
- Миша Хауссерман[англ.] — тренер «золотой» команды
- Ола Старик[англ.] — переводчик с русского языка
- Скотт Гарланд — телохранитель Алексея Петровича
- Пол Хейман — английский спортивный комментатор (sports announcer), камео
- Люсия Рийкер[англ.] — участница «красной» команды, камео
- группа «Slipknot» — камео
- Кэрролл Шелби — камео
- Шейн Макмэн — американский медиа-магнат, камео
- Pink — рок-певица, камео

## Саундтрек
1. Boom[англ.] — P.O.D.
2. Told You So — Drowning Pool
3. Ride — Beautiful Creatures
4. Millionaire — Rappagariya
5. I Am Hated — Slipknot
6. Body Go — Hardknox
7. Feel So Numb[англ.] — Роб Зомби
8. Keep Away — Godsmack
9. Insane in the Brain[англ.] — Sen Dog
10. Flashpoint — Fear Factory
11. When I Come Around — Green Day
12. Crawling in the Dark — Hoobastank
13. Time To Play — Pillar
14. Never Gonna Stop (The Red Red Kroovy)[англ.] — Роб Зомби

## Критика
- Авторитетный сайт-кинокритик Rotten Tomatoes поместил этот фильм на 28-е место в списке «100 худших фильмов 2000-х» с рейтингом в 3% по результатам 115 отзывов[3].
- Бюджет фильма (без учёта расходов на рекламу, промоушн и т. п. — эти сведения, как правило, держатся кинокомпаниями в строгом секрете) составил $70 млн, при этом на родине он собрал меньше $19 млн, в остальном мире меньше $7 млн, всего около $25,9 млн[4]. Таким образом чистый убыток ленты составил 50-60 миллионов долларов.

## Факты[5]
- Это второй ремейк фильма Нормана Джуисона, который сделал Джон Мактирнан: предыдущим был «Афера Томаса Крауна» (1999) → «Афера Томаса Крауна» (1968).
- Из-за негативных отзывов ещё до показа широкой аудитории, премьера несколько раз откладывалась: 18 мая 2001 → 13 июля 2001 → 1 августа 2001 → 17 августа 2001 → 8 февраля 2002.
- Роль Джонатана Кросса предназначалась для Киану Ривза.
- Позднее, в ток-шоу Late Night with Conan O'Brien LL Cool J признался, что «фильм — отстой, но он был обязан отзываться о нём хорошо»[6].
- Спортивная арена в Азербайджане — это французский павильон выставки ЭКСПО-67 в Монреале. Сейчас там располагается казино.
- LL Cool J и Крис Клейн участвовали в роли ведущих одного из эпизодов американского телешоу «Алчные экстремалы: Экстрим» на MTV. Участникам этого шоу предложили сделать один из трюков фильма во время съёмок, и, тот игрок, который сделал это лучше всех, поучаствовал в роли каскадёра в фильме. Его имя в титрах не указали.

### Награды и номинации[7]
- 2003 — «Золотое руно» — Лучшая графика — номинация
- 2003 — «Золотая малина» — Худшая актриса второго плана (Ребекка Ромейн) — номинация

## Премьерный показ в разных странах[8]
- США — 8 февраля 2002
- Аргентина — 20 февраля 2002
- Россия — 22 февраля 2002
- Австралия — 7 марта 2002
- Испания — 8 марта 2002
- Франция — 13 марта 2002; 29 января 2010 (Gerardmer International Fantasy Film Festival)
- Перу — 21 марта 2002
- Южная Корея — 22 марта 2002
- Германия — 28 марта 2002
- Австрия, Италия — 29 марта 2002
- Венгрия — 4 апреля 2002
- Дания — 12 апреля 2002
- Египет — 17 апреля 2002
- Исландия — 19 апреля 2002
- Филиппины — 24 апреля 2002 (только в Маниле); 15 мая 2002 (только в Давао)
- Португалия — 3 мая 2002
- Финляндия, Норвегия — 10 мая 2002
- Япония — 11 мая 2002
- Бельгия — 22 мая 2002
- Швеция, ЮАР — 24 мая 2002
- Греция — 31 мая 2002
- Великобритания — 28 июня 2002
- Бразилия — 9 августа 2002
- Кипр — 16 августа 2002
- Кувейт — 21 августа 2002